# Cairn de Clava

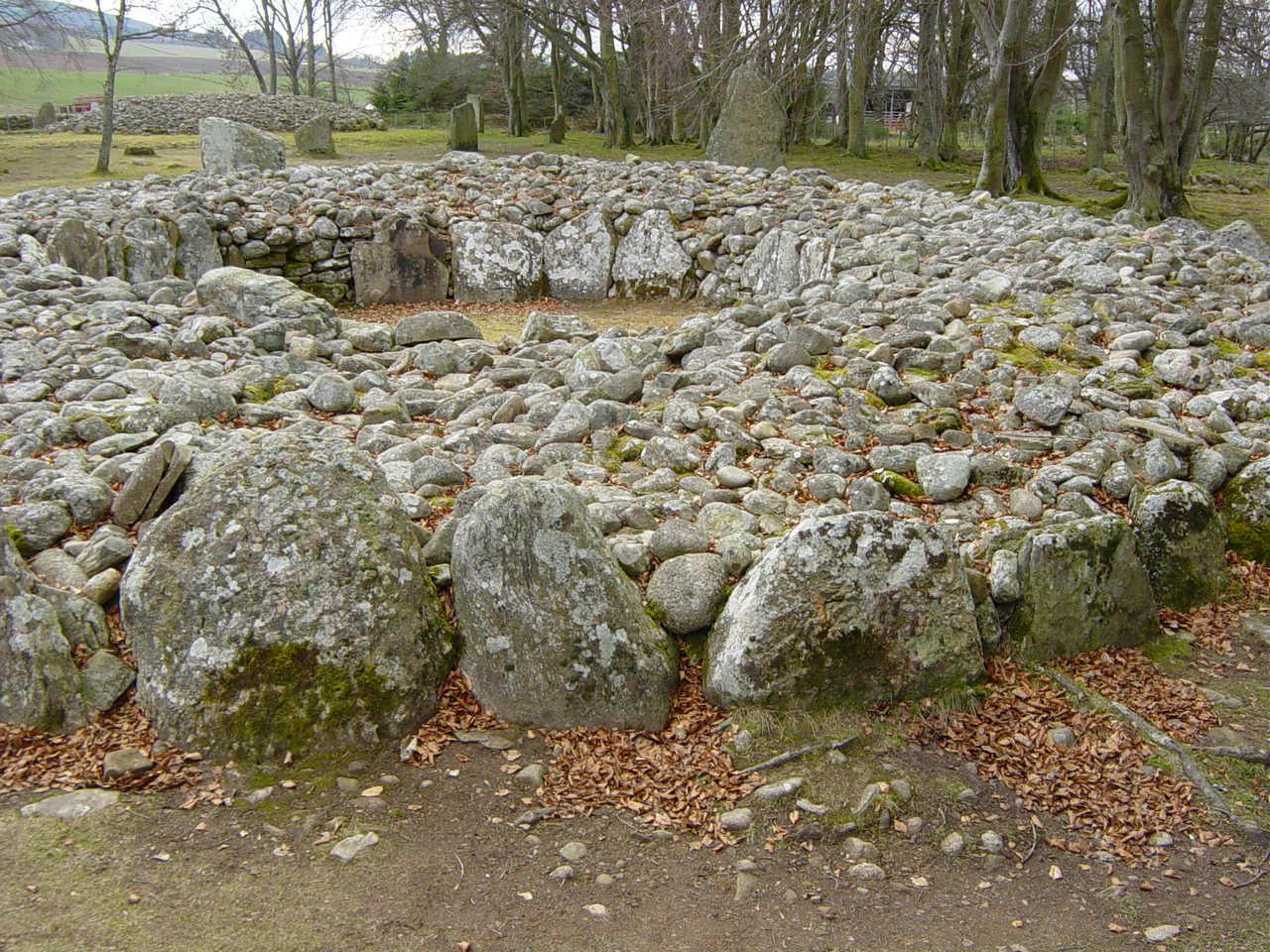
Cairn de clava del subtipus anul·lar a Balnauran de Clava, Escòcia.

El cairn de Clava és un tipus de cambra funerària circular de l'edat del bronze recoberta de pedres (cairn). Porta el nom del grup de tres cairn a Balnuaran de Clava, a l'est d'Inverness a Escòcia.

## Cairn de Clava (tipus)
Com s'ha indicat rep el nom del conjunt de tres cairn situats en el paratge anomenat Balnuaran de Clava. Hi ha al voltant de 50 cairns d'aquest tipus en els voltants d'Inverness. Es divideixen en dos subtipus, un generalment compost d'una tomba de corredor amb volta amb pedres en volada amb una cambra mortuòria única amb vinculació a l'entrada per un passatge curt i cobert amb un túmul de pedres, amb les entrades orientades al sud-oest, cap a la posta del sol en ple hivern. L'altre subtipus és un cairn anul·lar que tanca una zona, aparentment sense sostre, sense mitjans formals d'accés des de l'exterior. En tots dos subtipus, un cercle de pedres o cromlec envolta la tomba en el seu conjunt i una vorada sovint circumval·la a tot el cairn. Les altures de les pedres verticals varien de manera que les més altes es troben en els marges de l'entrada, al sud-oest, i les més baixes estan just al davant, a l'extrem diametralment oposat del cercle al nord-oest.
A les tombes del tipus Clava encara queden evidències d'enterraments, les restes de només una o dues persones semblen haver estat dipositats en cadascuna, i l'absència d'accés en el segon subtipus indica que no va haver-hi intenció de tornar a visitar als morts o afegir enterraments futurs com havia estat el cas de les tombes en cairn del Neolític.

## Cairns de Balnuaran de Clava (monuments)

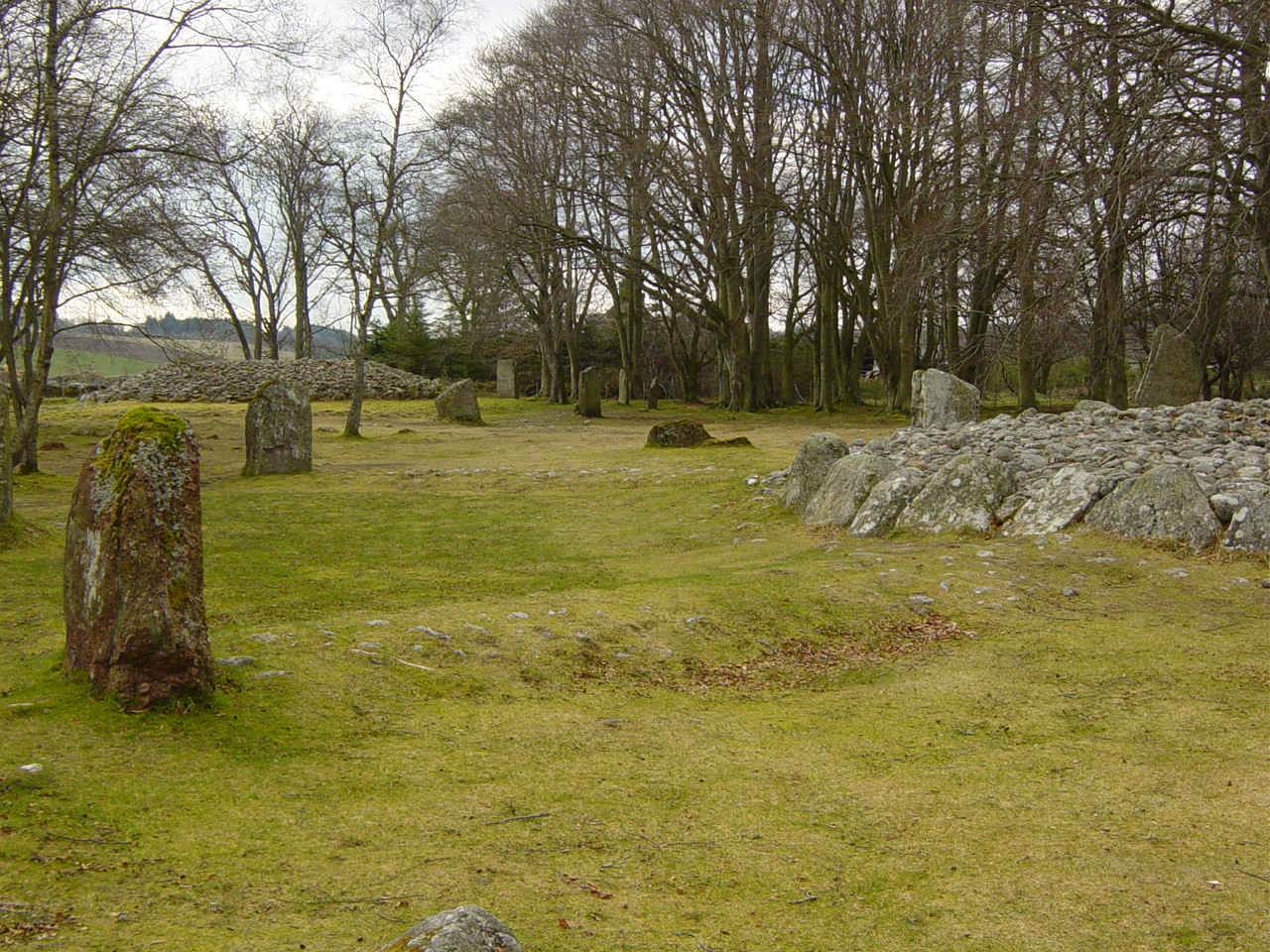
Cairns de clava a Balnuaran de Clava.

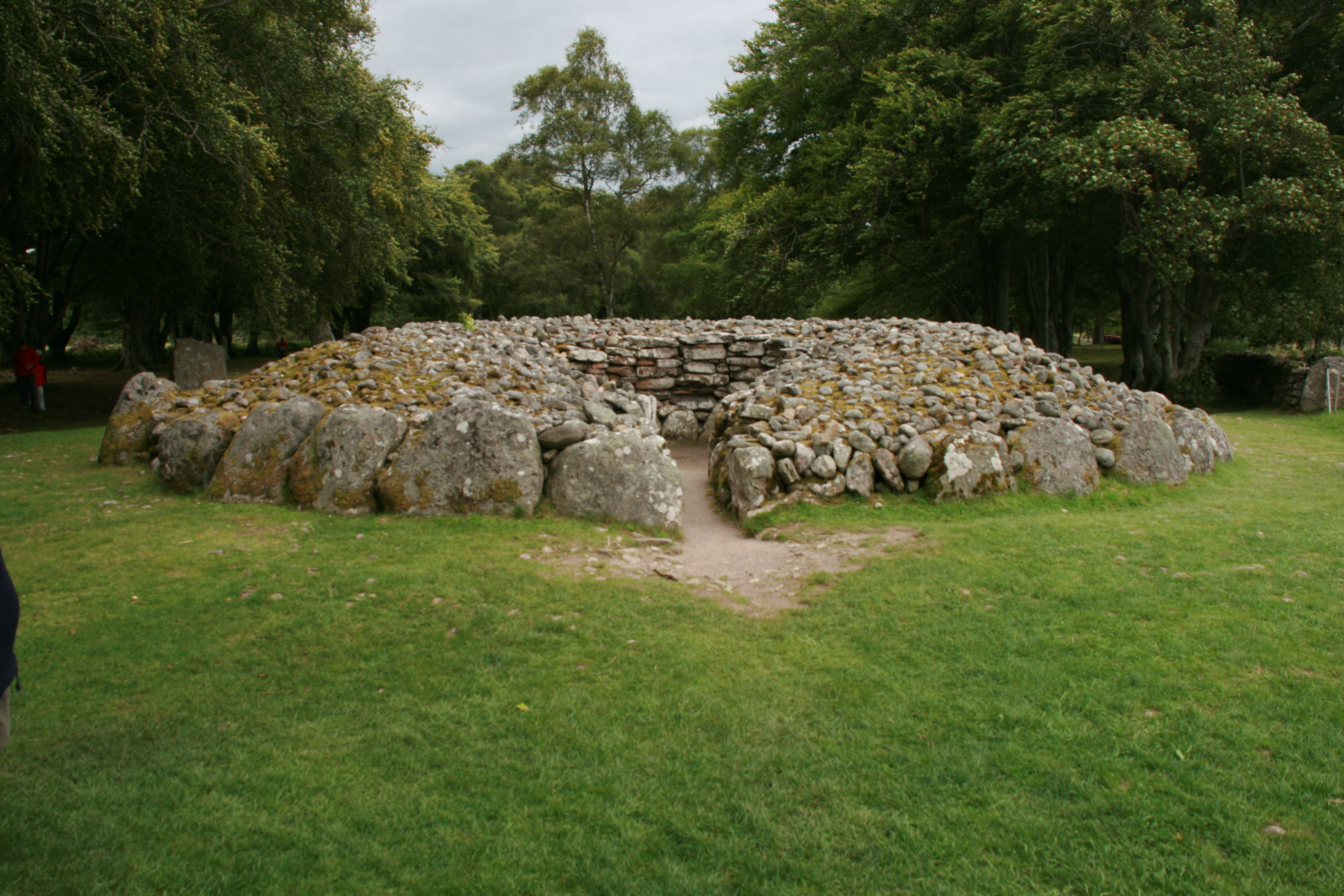
S'observa l'obertura de corredor present en aquest cairn.

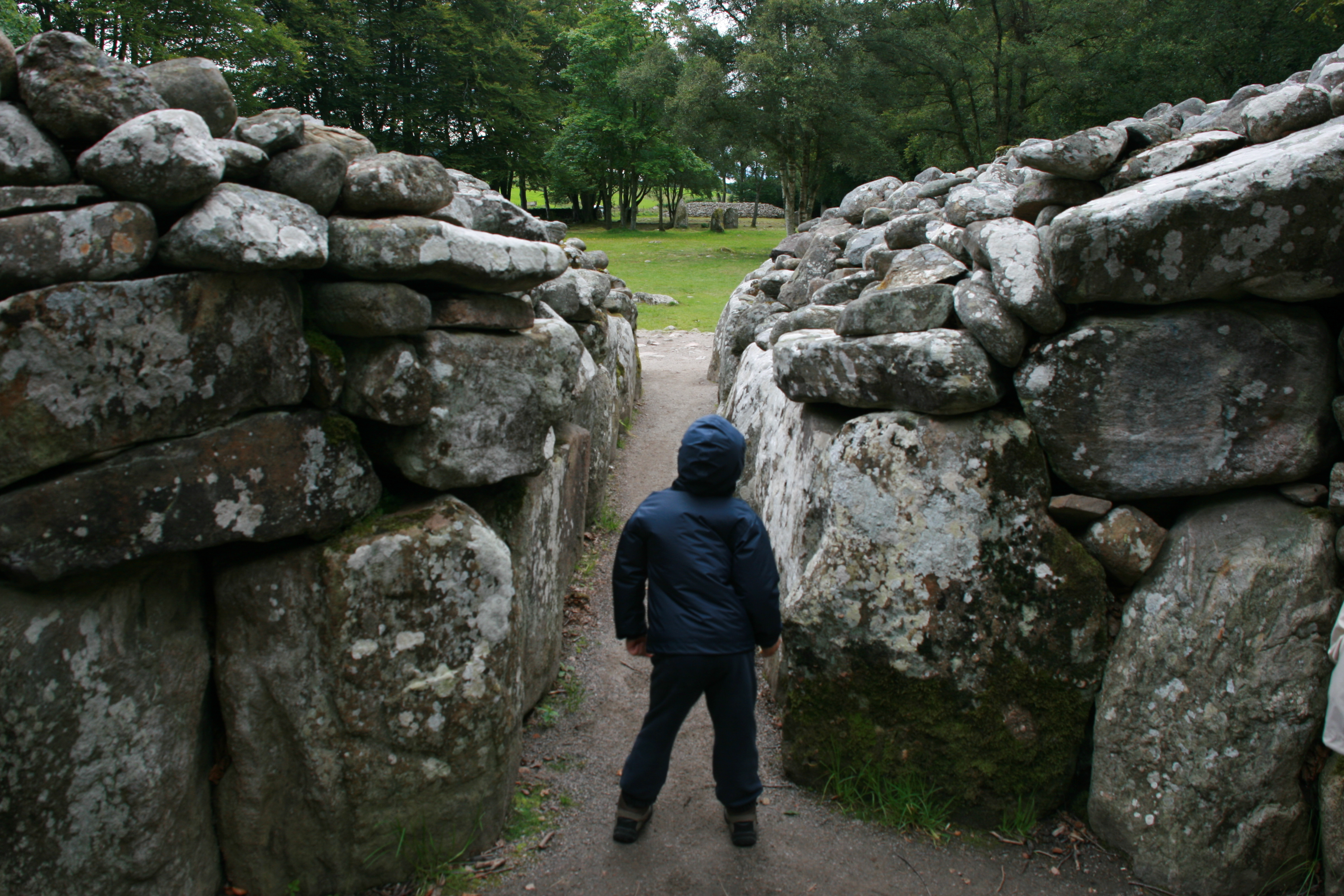
Corredor des de l'interior i amb referència d'un nen d'1 metre d'altura.

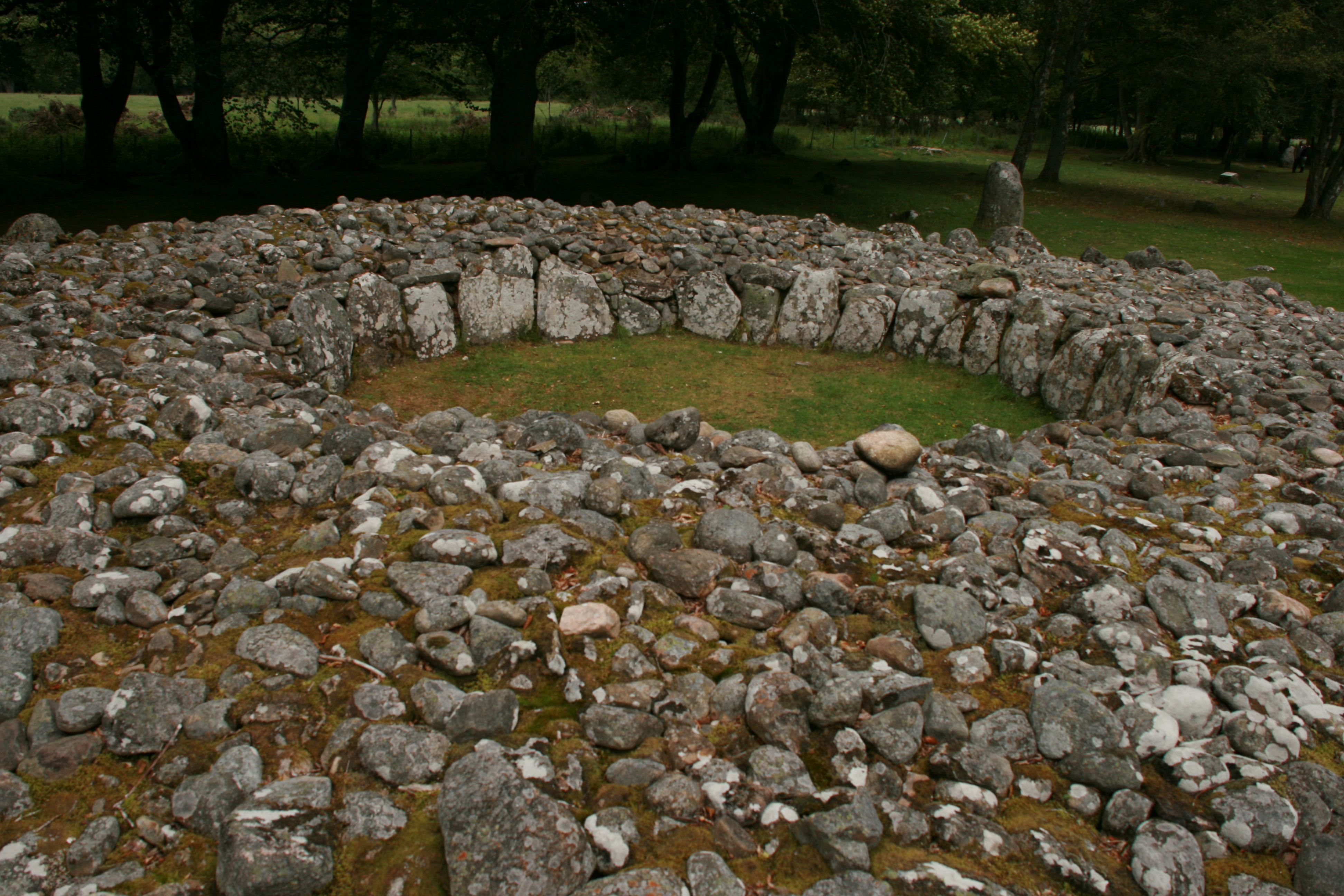
S'observa l'absència de corredor en el cairn de major grandària.

Aquest conjunt de tres cairns és el que dona el nom a aquest tipus de monuments habituals a la seva zona. Aquest grup data de l'Edat del Bronze encara que excavacions de la zona han demostrat l'existència de presència d'agricultors anterior a aquests monuments. Els tres cairns que es poden trobar discorren en una línia sud-est nord-est al costat del llit del riu Nairn. De les tres, les dels extrems són les del subtipus tomba de corredor. La central és l'única en la qual es troba calçades o camins que uneixen la vorada del cairn amb quatre de les pedres del cercle extern de monòlits, donant un aspecte de rajos. Excavacions de la dècada de 1950 van delatar la presència d'enterrament a l'interior d'aquest cairn, encara no disposant de passatge o corredor d'accés.Algunes de les pedres incorporen marques del tipus cassoleta i anells, tallades abans de ser integrades a l'estructura. Les vorades, o peristalítics, disposen d'un ordre concret en la col·locació de les pedres que els formen, estant les més grans i vermelles al sud-oest, aclarint-se i disminuint la grandària cap al nord-oest. Tots aquests elements semblen haver estat construïts com un únic projecte i indiquen un disseny complex i no afegits ad hoc.

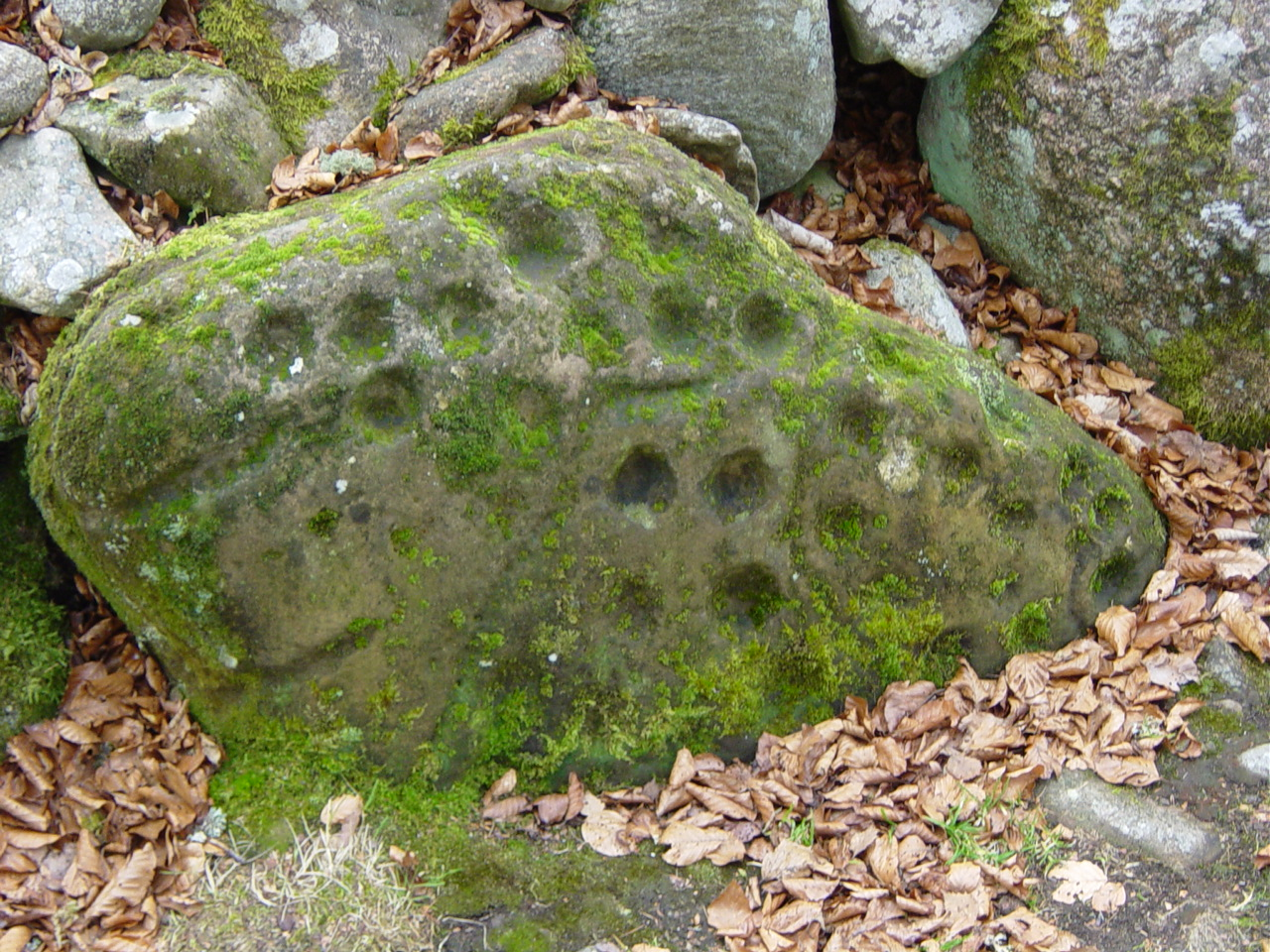
Marques de cassoleta al cairn més al nord a Balnuaran de Clava.

L'anell de roques que envolta el cairn del nord-oest va ser mesurat i analitzat pel professor Alexander Thom. Va trobar que l'anell tenia forma oval amb una complexa geometria de cercles i el·lipses que podria fixar-se entorn d'un triangle central, amb grandàries que estan prop de múltiples sencers del que va anomenar "iarda megalítica". Si bé la geometria de la forma és generalment acceptada, l'iarda megalítica és més discutida.